# میخائیل شتالنکوف
میخائیل شتالنکوف (روسی: Михаил Алексеевич Шталенков؛ زادهٔ ۲۰ اکتبر ۱۹۶۵) بازیکن هاکی روی یخ اهل روسیه بود.
از باشگاه‌هایی که در آن بازی کرده‌است می‌توان به ادمونتون اویلرز، آناهایم داکس، و فینیکس کایوتیس اشاره کرد.